# Club Nacional (Lima)
Le Club Nacional est une association civile péruvienne située sur la Plaza San Martín dans le centre historique de la capitale Lima. Elle a été fondée le 19 octobre 1855. C'était le lieu de rencontre de l'aristocratie péruvienne tout au long des XIXe et XXe siècles. Ses membres appartenaient aux familles les plus distinguées et les plus fortunées du pays.
Il est considéré comme l'un des dix meilleurs et des plus élégants gentlemen's clubs au monde pour ses installations, sa collection bibliographique et ses services.
Le logo du club est formé des lettres C et N entrelacées.

## Histoire
Le Club Nacional a été fondé par 81 personnes, membres des plus importantes familles de Lima. L'institution a été organisée principalement sur le modèle des gentlemen's club anglais du XVIIIe siècle de Londres rendus célèbres, dans toute l'Europe au siècle suivant, par toute une littérature. Ces clubs britanniques avaient été fréquentés par les premiers présidents du Club Nacional, Don Gaspar de la Puente et Remírez de Laredo.
Ses premiers locaux institutionnels étaient situés au sommet de l'Hotel del Universo dans le Portal de San Agustín, au coin de la rue Lártiga où la Surintendance des banques et des assurances du Pérou opère actuellement à Lima.
Le siège du club déménage en 1859 pour s'installer rue Valladolid, dans une ferme appartenant à Don José Herce y Santiago.
En 1865, il déménage une 3e fois pour un manoir situé à l'angle des rues Piedra et La Palma, propriété des comtes de Fuente-González.
Puis, en 1869, l'institution a déménagé dans les locaux qui abritaient à l'origine l'Union Club dans le Portal de Botoneros.
Plus tard, entre 1892 et 1895, le club s'installa au sommet d'un local de la rue Espaderos où le général et chef d'état Bernardo O'Higgins (1778-1842) avait vécu auparavant, ce fut son cinquième local.
En 1895, le club s'installe dans une grande maison de la rue Núñez, toujours à Lima.
Enfin, en 1929, il s'installe dans ses locaux actuels de la Plaza San Martín, sur les anciennes fondations d'une grande maison appartenant à la famille Silva Santisteban.
Ce bâtiment de style néo-Renaissance a été conçu par l'architecte polonais Ricardo de Jaxa Malachowski sur la Plaza San Martín, l'une des principales places du centre historique de Lima, inaugurée en 1921 lors des célébrations du centenaire de l'indépendance du Pérou (28 juillet 1821).
Le Club Nacional était le principal lieu de rencontre des Los veinticuatro amigos (es)(les vingt-quatre amis), un groupe d'oligarques appartenant au Partido Civil qui dirigeait le pays pendant la « République Aristocratique » (1895-1919).
En 2005, le club a fêté ces 150 ans, une occasion qui a été célébrée en compagnie de délégations de clubs correspondants du monde entier et d'invités de marque.
Parmi ses anciens présidents, on compte :
- Miguel Mujica Gallo fondateur du Musée de l'or du Pérou et des armes du monde, président du CN à 4 reprises.
- Juan Pardo y Barreda également président de la Chambre des députés de 1907 à 1908, puis de 1917 à 1918.

Parmi ses anciens membres, on relève :
- Ernest Malinowski, ingénieur polonais constructeur duchemin de fer Ferrovías Central et héros national.
- Augusto Leguía président du Pérou à 2 reprises.
- Antonio Miró Quesada de la Guerra diplomate.

## Liste des présidents du Club Nacional de Lima
| Président                               | Période   |
| --------------------------------------- | --------- |
| Gaspar de la Puente y Remírez de Laredo | 1855-1864 |
| José Antonio Barrenechea y Morales      | 1858-1863 |
| Enrique de Armero Campos                | 1863-1866 |
| Francisco Rosas Balcázar                | 1866-1870 |
| Miceno Espantoso y Oramas               | 1870-1874 |
| Ignacio de Osma y Ramírez de Arellano   | 1875-1879 |
| Dionisio Derteano y Echenique           | 1884-1888 |
| Rafael Canevaro y Valega                | 1888-1890 |
| Ignacio de Osma y Ramírez de Arellano   | 1890-1892 |
| Enrique Barreda y Osma                  | 1893-1896 |
| Ricardo Ortiz de Zevallos y Tagle       | 1896-1897 |
| Manuel María Gálvez Egúsquiza           | 1897-1899 |
| Luis Bryce de Vivero                    | 1899-1901 |
| Manuel Yrigoyen Arias                   | 1901-1902 |
| Pedro Gallagher Robertson               | 1902-1905 |
| Felipe Pardo y Barreda                  | 1905-1906 |
| Domingo Olavegoya Yriarte               | 1906      |
| Juan Pardo y Barreda                    | 1906-1908 |
| Mariano Ignacio Prado Ugarteche         | 1909-1912 |
| Amador del Solar Cárdenas               | 1912-1913 |
| Luis Pardo y Barreda                    | 1913-1915 |
| Mariano Ignacio Prado Ugarteche         | 1915-1917 |
| Ántero Aspíllaga Barrera                | 1917-1919 |
| Manuel Vicente Villarán Godoy           | 1919-1921 |
| Pedro de Osma y Pardo                   | 1921-1922 |
| Felipe de Osma y Pardo                  | 1922-1924 |
| Antonio Graña de los Reyes              | 1924-1927 |
| Lizardo Alzamora Mayo                   | 1927-1928 |
| Carlos Zavala Loayza                    | 1927-1929 |
| Demetrio Olavegoya Marriot              | 1929-1931 |
| Luis Rey Melgar                         | 1930-1931 |
| Manuel Yrigoyen Diez Canseco            | 1931-1933 |
| Augusto Wiese Eslava                    | 1933-1934 |

| Président                           | Période   |
| ----------------------------------- | --------- |
| Carlos Zavala Loayza                | 1934-1936 |
| Carlos Palacios Villacampa          | 1936-1938 |
| Francisco Echenique y Bryce         | 1938-1940 |
| Hernando de Lavalle y García        | 1940-1942 |
| Manuel Gallagher Canaval            | 1942-1944 |
| Héctor García y Lastres             | 1944-1946 |
| Luis Gallo Porras                   | 1946-1948 |
| Waldemar Schröeder y Mendoza        | 1948-1950 |
| Daniel Olaechea y Olaechea          | 1950-1952 |
| José Quesada Larrea                 | 1952-1954 |
| Miguel Mujica Gallo                 | 1954-1957 |
| Alberto Quesada Larrea              | 1957-1959 |
| José Bentín Mujica                  | 1959-1961 |
| Armando Revoredo Iglesias           | 1961-1963 |
| Antonio Graña Garland               | 1963      |
| Felipe de Osma y Porras             | 1963-1965 |
| Miguel Mujica Gallo                 | 1965-1967 |
| Diomedes Arias Schreiber del Busto  | 1967-1969 |
| Armando Revoredo Iglesias           | 1969-1971 |
| Miguel Mujica Gallo                 | 1971-1974 |
| César Barrios Canevaro              | 1974-1976 |
| Víctor Aspíllaga Delgado            | 1976-1978 |
| Fernando Carrillo de Albornoz Barúa | 1978-1980 |
| Miguel Mujica Gallo                 | 1979-1981 |
| Augusto Felipe Wiese de Osma        | 1981-1984 |
| César Aramburú Raygada              | 1984-1986 |
| Eduardo Freundt Dalmau              | 1986-1987 |
| Felipe de Osma Elías                | 1987-1988 |
| Fernando Ortiz de Zevallos Basadre  | 1988-1990 |
| Jaime García Ribeyro Dañino         | 1990-1992 |
| Óscar Berckemeyer Pérez-Hidalgo     | 1994-1996 |
| César del Río Málaga                | 1996-1998 |
| Mario Brescia Cafferata             | 2000-2002 |